# Lijst van voetbalinterlands Mauritius - Zuid-Afrika
Deze lijst van voetbalinterlands is een overzicht van alle officiële voetbalwedstrijden tussen de nationale teams van Mauritius en Zuid-Afrika. De Afrikaanse landen hebben tot op heden veertien keer tegen elkaar gespeeld. De eerste ontmoeting, een kwalificatiewedstrijd voor de Afrika Cup 1994, vond plaats op 10 april 1993 in Johannesburg. Het laatste duel, een groepswedstrijd tijdens de COSAFA Cup 2025, werd gespeeld in Bloemfontein op 5 juli 2015.

## Wedstrijden
| №  | Plaats         | Datum            | Competitie                                        | Wedstrijd               | Uitslag |
| -- | -------------- | ---------------- | ------------------------------------------------- | ----------------------- | ------- |
| 1  | Johannesburg   | 10 april 1993    | Afrika Cup 1994 kwalificatie                      | Zuid-Afrika − Mauritius | 0 − 0   |
| 2  | Belle Vue      | 25 juli 1993     | Afrika Cup 1994 kwalificatie                      | Mauritius − Zuid-Afrika | 1 − 3   |
| 3  | Johannesburg   | 15 oktober 1994  | Afrika Cup 1996 kwalificatie                      | Zuid-Afrika − Mauritius | 1 − 0   |
| 4  | Curepipe       | 23 januari 1999  | Afrika Cup 2000 kwalificatie                      | Mauritius − Zuid-Afrika | 1 − 1   |
| 5  | Durban         | 5 juni 1999      | Afrika Cup 2000 kwalificatie                      | Zuid-Afrika − Mauritius | 2 − 0   |
| 6  | Phokeng        | 29 april 2000    | COSAFA Cup 2000                                   | Zuid-Afrika − Mauritius | 3 − 0   |
| 7  | Curepipe       | 13 januari 2001  | Afrika Cup 2002 kwalificatie                      | Mauritius − Zuid-Afrika | 1 − 1   |
| 8  | Port Elizabeth | 24 maart 2001    | Afrika Cup 2002 kwalificatie                      | Zuid-Afrika − Mauritius | 3 − 0   |
| 9  | Curepipe       | 10 januari 2004  | COSAFA Cup 2004                                   | Mauritius − Zuid-Afrika | 2 − 0   |
| 10 | Curepipe       | 27 februari 2005 | COSAFA Cup 2005                                   | Mauritius − Zuid-Afrika | 0 − 1   |
| 11 | Lobamba        | 27 mei 2007      | COSAFA Cup 2007                                   | Zuid-Afrika − Mauritius | 2 − 0   |
| 12 | Johannesburg   | 20 juni 2015     | African Championship of Nations 2016 kwalificatie | Zuid-Afrika − Mauritius | 3 − 0   |
| 13 | Belle Vue      | 5 juli 2015      | African Championship of Nations 2016 kwalificatie | Mauritius − Zuid-Afrika | 0 − 2   |
| 14 | Bloemfontein   | 10 juni 2025     | COSAFA Cup 2025                                   | Zuid-Afrika − Mauritius | 0 − 0   |

## Samenvatting
| Competitie                                   | Totaal gespeeld | Winst Mauritius | Gelijk | Winst Zuid-Afrika | Doelsaldo Mauritius – Zuid-Afrika |
| -------------------------------------------- | --------------- | --------------- | ------ | ----------------- | --------------------------------- |
| Afrika Cup-kwalificatie                      | 7               | 0               | 3      | 4                 | 3 − 11                            |
| African Championship of Nations-kwalificatie | 2               | 0               | 0      | 2                 | 0 − 5                             |
| COSAFA Cup                                   | 5               | 1               | 1      | 3                 | 2 − 6                             |
| Totaal                                       | 14              | 1               | 4      | 9                 | 5 − 22                            |

## Details

### Zevende ontmoeting
| Afrika Cup 2002 kwalificatie (Curepipe, Mauritius, 13 januari 2001): |              | |
| Mauritius | 1 – 1        | Zuid-Afrika |
| Pascal François 60' (pen.) | goals        | 43' Delron Buckley |
| Rajen Dorasami en France L'Aiguille | bondscoach   | Carlos Queiroz |
| Orwin Castel Sylvaine Content 50' Henri Spéville Eric Philogène Sténio Adelaide Steeve Curpanen Jean Sebastien Bax Gilbert Bayaram 71' Ricardo Naboth 63' Desire Periatambee Pascal François | opstellingen | Andre Arendse Cyril Nzama Aaron Mokoena Frank Schoeman David Kannemeyer Pierre Issa 68' Dumisa Ngobe 76' Sibusiso Zuma Delron Buckley 77' Phil Masinga Siyabonga Nomvethe |
| Guillano Eduoard 50' Lindsay Perle 63' Jimmy Cundasami 71' | wissels      | 68' Godfrey Sapula 76' Helman Mkhalele 77' Bradley August |
| Jean Sebastien Bax ??' Eric Philogène ??' | gele kaarten | ??' David Kannemeyer ??' Frank Schoeman |

MFA · Mauritiaans vrouwenelftal
1947 – 1959 · 
1960 – 1969 · 
1970 – 1979 · 
1980 – 1989 · 
1990 – 1999 · 
2000 – 2009 · 
2010 – 2019 ·
2020 – 2029
Angola ·
Botswana ·
Burundi ·
Comoren ·
Congo-Brazzaville ·
Congo-Kinshasa ·
Djibouti ·
Egypte ·
Equatoriaal-Guinea ·
Ethiopië ·
Fiji ·
Gabon ·
Ghana ·
Guinee ·
Hongkong ·
India ·
Indonesië ·
Ivoorkust ·
Kaapverdië ·
Kameroen ·
Kenia ·
Lesotho ·
Liberia ·
Libië ·
Macau ·
Madagaskar ·
Malawi ·
Malediven ·
Mauritanië ·
Mongolië ·
Mozambique ·
Namibië ·
Nepal ·
Nieuw-Caledonië ·
Oeganda ·
Pakistan ·
Qatar ·
Rwanda ·
Saint Kitts en Nevis ·
Sao Tomé en Principe ·
Senegal ·
Seychellen ·
Singapore ·
Soedan ·
Swaziland ·
Syrië ·
Tanzania ·
Togo ·
Tsjaad ·
Tunesië ·
Zambia ·
Zimbabwe ·
Zuid-Afrika
SAFA · A-internationals · Bondscoaches · Selecties · Statistieken · Zuid-Afrikaans vrouwenelftal · Olympisch elftal · Zuid-Afrika U21 · Zuid-Afrika U19 · Zuid-Afrika U17
1906 – 1919 ·
1920 – 1929 ·
1930 – 1939 ·
1940 – 1949 · 
1950 – 1959 · 
1960 – 1969 · 
1970 – 1979 · 
1980 – 1989 · 
1990 – 1999 · 
2000 – 2009 · 
2010 – 2019 ·
2020 − 2029
AC 1996 · 
AC 1998 · 
AC 2000 · 
AC 2002 · 
AC 2004 · 
AC 2006 · 
AC 2008 · 
AC 2013
WK 1998 · 
WK 2002 · 
WK 2010
OS 2000 ·
OS 2016 ·
OS 2020
1947 · 
1948–1949 · 
1950 · 
1951-1952 ·
1953 · 
1954 · 
1955 · 
1956–1991 · 
1992 · 
1993 · 
1994 · 
1995 · 
1996 · 
1997 · 
1998 · 
1999 · 
2000 · 
2001 · 
2002 · 
2003 · 
2004 · 
2005 · 
2006 · 
2007 · 
2008 · 
2009 · 
2010 · 
2011 · 
2012 · 
2013 · 
2014 · 
2015 · 
2016 ·
2017 ·
2018 ·
2019 ·
2020 ·
2021 ·
2022 ·
2023 ·
2024
Algerije ·
Andorra ·
Angola ·
Argentinië ·
Australië ·
Benin ·
Bolivia ·
Botswana ·
Brazilië ·
Bulgarije ·
Burkina Faso ·
Burundi ·
Canada ·
Centraal-Afrikaanse Republiek ·
Chili ·
Colombia ·
Comoren ·
Congo-Brazzaville ·
Congo-Kinshasa ·
Costa Rica ·
Denemarken ·
Duitsland ·
Ecuador ·
Egypte ·
Engeland ·
Equatoriaal-Guinea ·
Ethiopië ·
Frankrijk ·
Gabon ·
Gambia ·
Georgië ·
Ghana ·
Guatemala ·
Guinee ·
Guinee-Bissau ·
Honduras ·
Ierland ·
IJsland ·
Irak ·
Israël ·
Italië ·
Ivoorkust ·
Jamaica ·
Japan ·
Kaapverdië ·
Kameroen ·
Kenia ·
Lesotho ·
Liberia ·
Libië ·
Madagaskar ·
Malawi ·
Mali ·
Malta ·
Marokko ·
Mauritanië ·
Mauritius ·
Mexico ·
Mozambique ·
Namibië ·
Nederland ·
Nieuw-Zeeland ·
Niger ·
Nigeria ·
Noord-Korea ·
Noorwegen ·
Oeganda ·
Panama ·
Paraguay ·
Polen ·
Portugal ·
Rwanda ·
Saoedi-Arabië ·
Sao Tomé en Principe ·
Schotland ·
Senegal ·
Servië ·
Seychellen ·
Sierra Leone ·
Slovenië ·
Soedan ·
Spanje ·
Swaziland ·
Tanzania ·
Thailand ·
Trinidad en Tobago ·
Tsjaad ·
Tsjechië ·
Tunesië ·
Turkije ·
Uruguay ·
Verenigde Arabische Emiraten ·
Verenigde Staten ·
Zambia ·
Zimbabwe ·
Zuid-Soedan ·
Zweden
Frankrijk (2010) ·
Mexico (2010) ·
Paraguay (2002) · 
Slovenië (2002) · 
Spanje (2002) · 
Uruguay (2010)